# Koriander
| Energia 23 kcal 95 kJ                                                                           |       |
| Szénhidrátok                                                                                    | 4 g   |
| - Étkezési rostok 3 g                                                                           |       |
| Zsír                                                                                            | 0.5 g |
| Fehérje                                                                                         | 2 g   |
| A-vitamin ekviv. 337 μg                                                                         | 42%   |
| C-vitamin 27 mg                                                                                 | 33%   |
| A százalékos értékek az amerikai felnőttek számára javasolt napi mennyiségre (RDA) vonatkoznak. |       |

A koriander (Coriandrum sativum) a zellerfélék (Apiaceae) családjába tartozó növényfaj. Az egész növényt és fűszerként használt magját egyaránt szokás koriander néven nevezni. Ősidők óta használt fűszer, mely a Földközi-tenger vidékéről származik.

## Elnevezése
A Coriandrum elnevezés valószínűleg a görög „korisz” (poloska) szóból ered, ami a friss hajtás poloskaszagára utal.
Vörös Éva a korianderen kívül még az alábbi magyar elnevezéseit említi meg munkájában: belénd, beléndfű, bolhafű, bors, cigánypetrezselyem, csimázillatúfű, kertibors, kerti koriander, sobrabori, sobraborifű, vetési koriander. További magyar népies nevei: kínaipetrezselyem, koriandrom, koriandromfa, pakilintsfű, temondádfű, zergefű[forrás?].

## Jellemzése

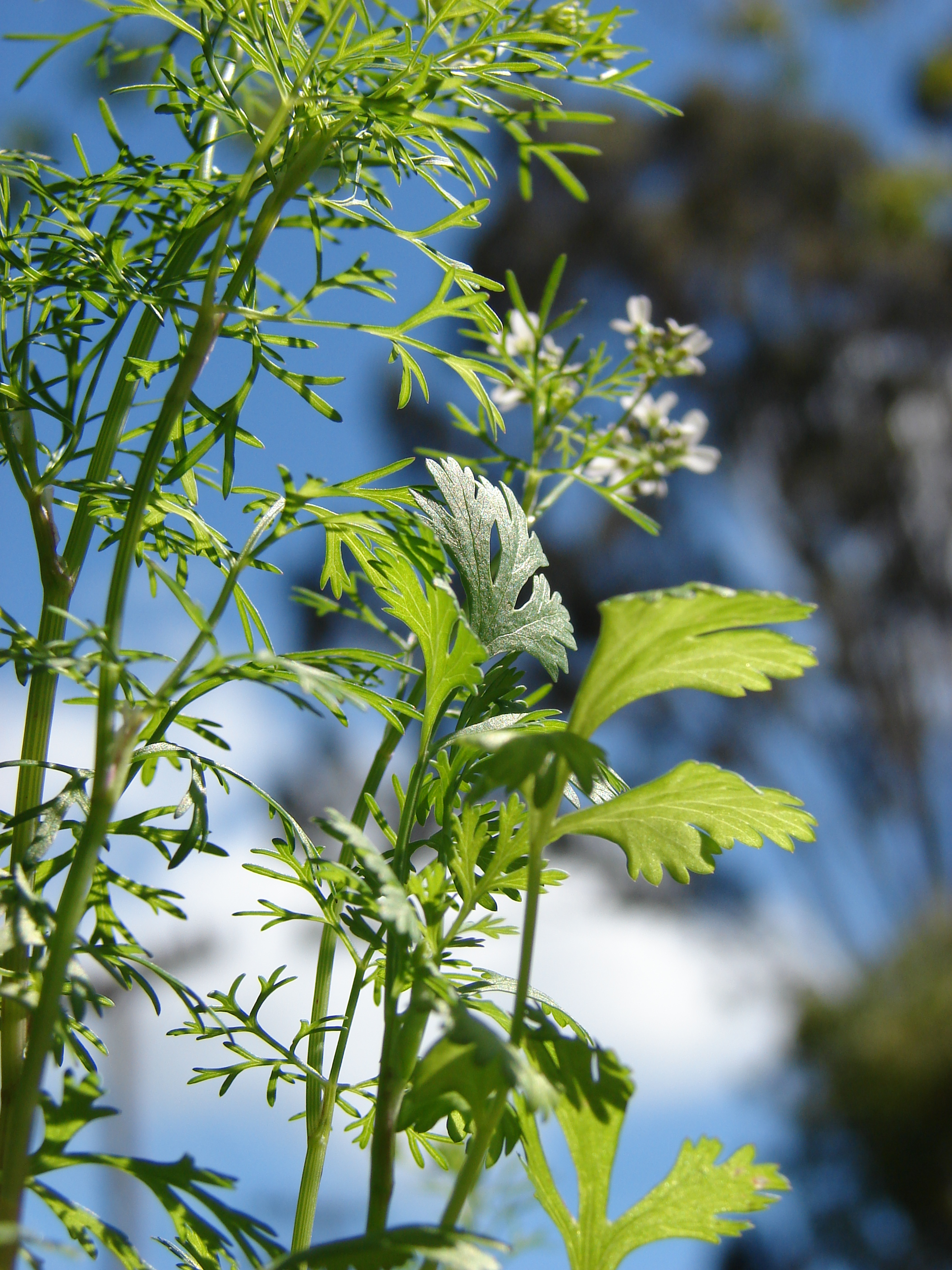
A koriander levélformái

Egyéves, lágy szárú növény. Szára felálló, elágazó, kedvező környezeti körülmények között 1,5 m magasra is nőhet. Levelei a fejlődés során változnak, kezdetben a tőlevélrózsa hosszú nyelű, kerekded levelekből áll, a szár közepén nyeles, szárnyasan szeldelt levelek vannak, míg a hajtás felső részén ülő, sallangos levelek. Virágzata összetett ernyő, a virágok lilás színűek.
A termés barnássárga, kemény, 2 résztermésből összeforrt ikerkaszat, melyek erőhatásra szétválnak, bordázottak.
Levele könnyen összetéveszthető a petrezselyemmel, de íze jellegzetesen aromás.
Szaporítása magvetéssel történik, maximum 1 cm mélyre, méretéből adódóan 30-40 cm-es sortávra érdemes vetni. Friss levelei adják igazán aromás zöldfűszerként az ízeket, magja főleg savanyúságokba való, így érdemes folyamatosan visszacsípni, hogy minél több friss levelet tudjon hozni még a felmagzás előtt. [5]

## Hatóanyagai
A termés illóolajat, cukrot, fehérjét, C-vitamint tartalmaz. Az illóolaj összetétele a hajtásban az érés során módosul (a linalool mennyisége megnő), míg a termésben a linalool mindig túlsúlyban van a többi alkotóhoz képest.

## Változatok
- C. sativum var. vulgare –  marokkói koriander: 3–6 mm (nagy) ikerkaszatterméssel. Ezt többnyire trópusi-szubtrópusi országokban termesztik;
- C. sativum var. microcarpum – 1,5–3 mm-es terméssel (mérsékelt éghajlaton termesztik).[2]

## Felhasználása

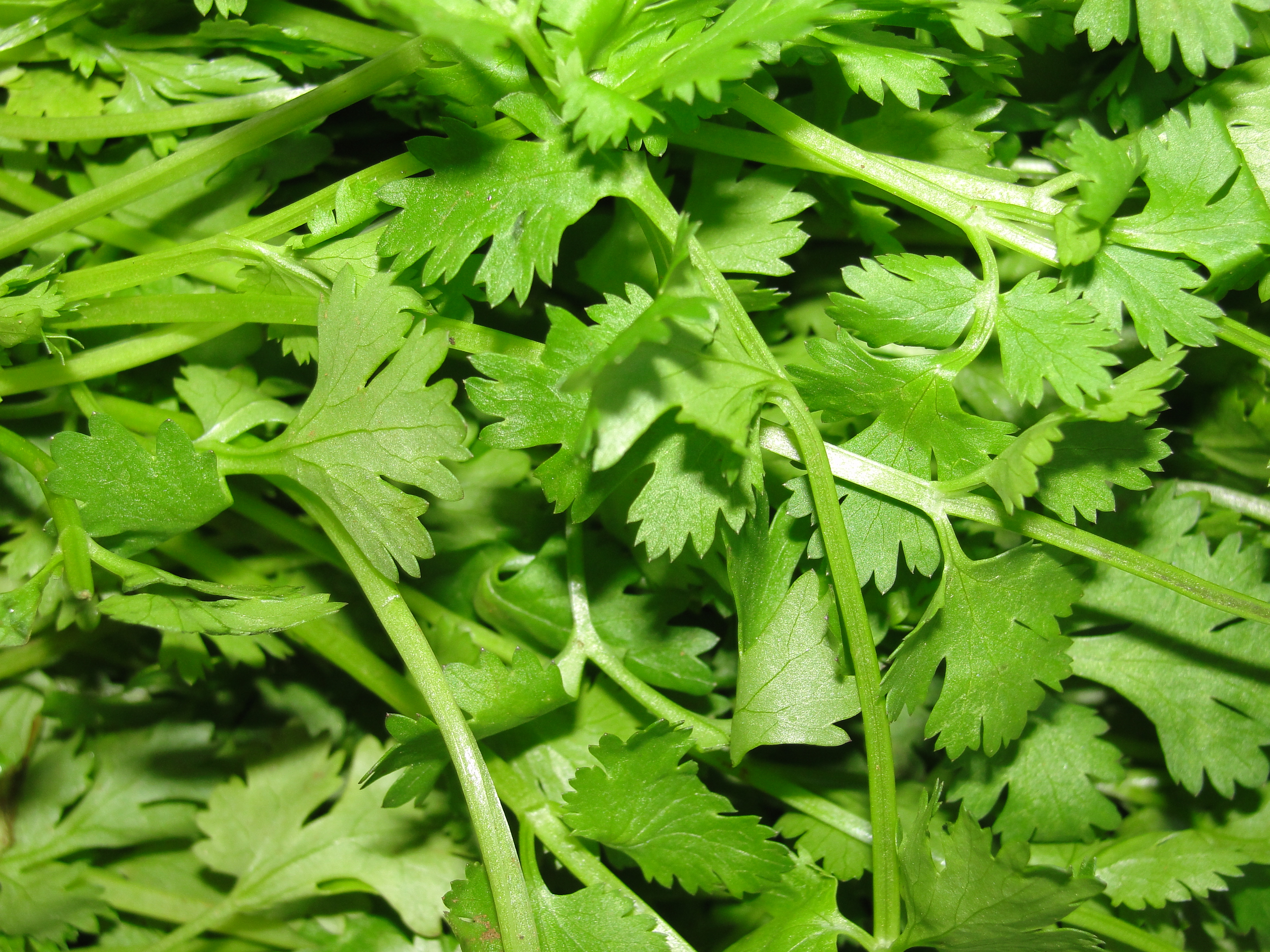
Koriander levelek

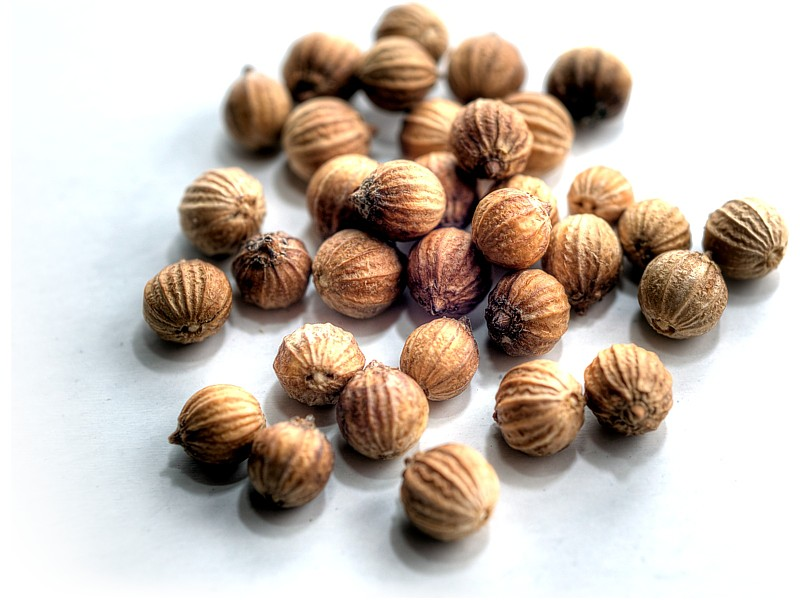
Koriander magok

Sültek, húspácok, káposzta ételek, szószok, marinádok, sonkapác, kolbászok,
sült húsok, likőrök készítésénél, uborka, paprika eltevésénél a magot egészben vagy porrá törve használhatjuk. Süteményeket, likőröket, gint, sört is ízesítenek vele (a cukrozott magokkal az ánizs helyettesíthető.)
A korianderlevél közel-keleti, ázsiai konyha kedvelt fűszere, de ma már hazánkban is többfelé termesztik. Levesekhez, salátákhoz, mártásokhoz mindig frissen használjuk, de ne főzzük bele az ételbe, hanem csak a főzés végén szórjuk rá. Vizes papírba göngyölve a hűtőben néhány napig friss marad.

## Gyógyhatása
A VIII. Magyar Gyógyszerkönyvben az illóolaja (Coriandri aetheroleum) és a termése (Coriandri fructus) szerepel drogként.
A termés felfúvódást szüntető, szélhajtó, emésztést javító hatású. Illóolaja élelmiszeripari és kozmetikai alapanyag.